# Sergio Zanni
Sergio Zanni (* 22. Mai 1942 in Ferrara) ist ein italienischer Bildhauer und Maler.

## Leben
Als die Bombardierungen des Zweiten Weltkriegs in Ferrara begannen, zog seine Familie zu Verwandten aufs Land nach Casumaro. Nach seiner Rückkehr begann er dank seines Onkels mütterlicherseits zu zeichnen.
Nach seinem Abschluss am Kunstinstitut „Dosso Dossi“ in Ferrara besuchte er die „Accademia di Belle Arti“ in Bologna. Bis 1995 verband er seine künstlerische Tätigkeit mit einer Lehrtätigkeit am Kunstinstitut „Dosso Dossi“.
Sein bevorzugtes Material ist Terrakotta, aber Ende des 20. Jahrhunderts experimentierte er auch mit anderen, leichteren Materialien, insbesondere für seine monumentalen Skulpturen mit beschichtetem Polystyrol, Fiberglas und Eisenstäben.
Sein figuratives Werk ist vom Symbolismus und Surrealismus inspiriert. Zunächst erforscht er in seinen Gemälden die Themen Musiker und Clowns, dann in seinen Skulpturen das Thema der Reisenden. So stellt er Figuren mit großen Rucksäcken dar, die Hände in den Taschen, geheimnisvoll und mit großen Hüten geschmückt.
Vittorio Sgarbi nannte ihn den „Surrealisten der Poebene“.
Im Jahr 2022 schenkte der Künstler der Stadt Ferrara eines seiner Werke mit dem Titel „Gruppenfoto“, das heute im Ehrensaal des Rathauses ausgestellt ist.

## Ausstellungen
- 1973 – Centro attività visive, Palazzo dei Diamanti, Ferrara
- 1976 – Galleria Intermidia, Ferrara
- 1978 – Chiesa di Santa Lucia, Bologna
- 1979 – Accademia dei Concordi, Rovigo
- 1980 – Artaga, Galleria Comunale, Faenza
- 1981 – Aletheia – Lethe immaginale pagano, Wanderausstellung, Palazzo dei Diamanti, Ferrara; Palazzo Alberini, Forlì; Loggetta Lombardesca, Ravenna
- 1983 – Galleria Zarathustra, Mailand
- 1984 – Galleria Tommaseo, Triest; Galleria l’Officina, Triest; Galleria Cristina Busi, Chiavari; Galleria Minima, Reggio Emilia; La persistenza del mito nella pittura e scultura degli anni ’80, Centro comunale di cultura, Valenza; Tridimensionale, Termoli; IV Rassegna internazionale della ceramica, Caltagirone
- 1985 – Biennale di Milano
- 1986 – Galleria Rossana Ferri, Modena; Teatro et Mitologie, Philippe Giumiot Art Gallery, Brüssel
- 1987 – Santa Maria delle Croci, Ravenna
- 1988 – Galleria Il Bulino, Modena
- 1989 – Galleria Il Girasole, Legnago
- 1991 – Galleria Tommaseo, Triest
- 1992 – Sala Benvenuto da Garofalo, Palazzo dei Diamanti, Ferrara
- 1993 – Galleria San Carlo, Mailand; Galleria Rosso Tiziano, Piacenza; Galleria Modula Arte, Parma
- 1995 – Circolo degli artisti, Faenza; La pittura e la scultura fantastica e visionaria, Centro culturale di esposizione e comunicazione "Le Zitelle", Venedig; Biennale del Bronzetto, Padua; Galleria Stadmaeuer, Villach, (Österreich)
- 1996 – Galleria San Carlo, Mailand; Galleria Palazzo Vecchio, 2, Florenz; Omaggio a Sergio Zanni: Terra plasmata, Fiera artigiana, Florenz; XXII Premio Sulmuna, Sulmuna; Monumentalmente vostro, Villa Pacchiani, Santa Croce sull'Arno, Pisa; Migrazioni spirituali mediterranee, Bettona (Perugia); 25 anni di scultura in Europa: le opere della Fonderia Venturi arte, Delizia Estense del Verginese, Portomaggiore (Ferrara); Le forme del fuoco: 100 sculture in Montenapoleone, Mailand; Galleria Rosso Tiziano, Piacenza
- 1997 – Galleria Modula Arte, Parma; XXXVIII Mostra della ceramica, Castellamonte; Omaggio a Morandi, Grizzana Morandi; Ancora è calda l'erba sui miei prati, Galleria Forni, Milano
- 1998 – Continuità dell’immagine, Galleria Davico, Turin
- 1999 – Galleria Davico, Turino; Galleria Forni, Bologna
- 2000 – Arte fiera, Bologna
- 2002 – Galleria Cristina Busi, Chiavari
- 2003 – Workshop, Oligo-Miocene shallow water carbonates: biogenic components and facies, Universität Ferrara
- 2005 – Etroubles, Museo a cielo aperto
- 2006 – Galleria Forni, Bologna, Di Ulisse e d’altri viandanti; Visionari Primitivi Eccentrici, Galleria Civica di Palazzo Loffredo, Potenza
- 2007 – Equilibri di viaggio, Balocco Art Hotel, Porto Cervo, Arzachena; Difformi forme, Galleria Marchesi, Ferrara; Biennale del Muro Dipinto 2007, Rocca Sforzesca – Pinacoteca, Dozza (BO); Copulamundi, C.ETRA, Castel Bolognese (RA)
- 2008 – Sergio Zanni – Viaggiatori, viandanti ed equilibristi, Cà Cornera, Porto Viro (RO); Sebastiano tra sacro e profano, Monica Benini Arte, Ferrara; Anch'io Pinocchio, Galleria del Carbone, Ferrara
- 2009 – Il cielo alla rovescia, Galleria del Carbone, Ferrara; Arte per Emergency, Galleria del Carbone, Ferrara; Sergio Zanni – L'Auriga, il Nichilista e il Viandante, Galleria del Carbone, Ferrara; Generazioni, Istituto d'Arte “Dosso Dossi”, Palazzo Cavalieri, Ferrara; Tredicesima ora. 12 + 1 Interpretazioni sul tempo, Laboratorio di Ingegneria e Architettura Marchingegno
- 2010 – Il cielo alla rovescia. Il cielo in una scatola. Omaggio a Galileo, Casa di Virginio Ariosto, Bondeno (FE); Puerto Sebastian: Il mito di San Sebastiano nell’arte contemporanea, Museo Parmeggiani, Cento (FE); Sergio Zanni – Sculture e disegni, Galleria Cristina Busi, Chiavari (GE); Gallerie al Museo, MIC Museo Internazionale delle Ceramiche, Faenza (RA)
- 2011 - 54º Biennale di Venezia, Padiglione Italia, Venedig; Progetto Scultura 2011, Castel Sismondo, Rimini; In Illo Tempore/Daniela Carletti, Castello della Rocca, Cento (Ferrara)
- 2012 – Illustrissimo Pinocchio – Immagini ferraresi, Portomaggiore (Ferrara); ...e come esuli pensieri..., Galleria del Carbone (Ferrara); Metamorfosi, Maurizio Bonora, Gianni Guidi, Sergio Zanni, Galleria del Carbone (Ferrara); Das Szenische in der Bildenden Kunst (Rolf Escher, Sergio Zanni, Viktor Müllerstaedt), Georgia Berlin Galerie (Berlin); Omaggio a Michelangelo Antonioni dagli amici della Galleria del Carbone, Galleria del Carbone (Ferrara)
- 2013 – Biennale Internazionale di Scultura, Castello di Racconigi; I cercatori dell’immutabile, Spazio Rosso Tiziano (Piacenza)
- 2014 – Künstler aus Ferrara, Italien, Kreis Galerie (Nürnberg); Custodi di un tempo, MAGI'900 Museo delle eccellenze artistiche e storiche, Pieve di Cento (Ferrara)
- 2015 – Scultura/Mosaico, Expo 2015, EatItaly, Milano; Acqua, farina, lievito... pane, Galleria Il Ponte, Pieve di Cento
- 2016 – Pellegrini, viaggiatori, viandanti, Museo e Oratorio di Santa Maria della Vita, Bologna
- 2016 – Pellegrini, viaggiatori, viandanti, Galleria Gagliardi Arte Contemporanea, San Gimignano (Siena)
- 2021 – Sergio Zanni. Volumi narranti, Padiglione d’Arte Contemporanea, Ferrara[5]
- 2023 – Im Rahmen des Festivals Le Printemps Italien, das von der gesetzgebenden Versammlung für die Partnerschaft zwischen der Emilia-Romagna und der französischen Region Nouvelle Aquitaine gefördert wurde, stellte Zanni in Bordeaux aus (4ª edizione; 18 Marzo-2 Aprile 2023)[6]